# Lokomotive Kuban Krasnodar
PBK Lokomotive Kuban Krasnodar (russisch ПБК "Локомотив-Кубань") ist ein russischer Profibasketballverein aus Krasnodar, Russland. Der Verein nimmt an der VTB United League und am EuroCup teil.

## Geschichte
Die Geschichte von Lokomotive begann 1946 in Mineralnyje Wody. In den ersten Nachkriegsjahren gab es nur wenige Freiwillige, die Basketball spielen wollten. Die Jugendlichen wurden von erfahrenen Mentoren – den Eisenbahnarbeitern Grigory Abugov und Nikolai Kharchenko – ausgebildet. Grigori Abugov wurde später ein berühmter Trainer, der eine Reihe von hochkarätigen Profis ausbildete.
Lokomotive spielte mehrere Jahre in der ersten Liga, bis sie 1994 schließlich in die Elite des nationalen Basketballs aufstieg. 1999 erhielt Lokomotive das Recht, Russland bei den europäischen Turnieren zu vertreten und gewann den Cup der International Railways Sports Union.
In der Saison 2002/03 erreichte Lokomotive knapp die Playoffs und belegte den 8. von 10 Plätzen, wo sie in drei Spielen gegen Meister CSKA Moscow unterlagen. Vielen wurde klar, dass Veränderungen notwendig waren. Die Entscheidung wurde daher getroffen, den Verein in ein stärker entwickeltes und wirtschaftlich wachsendes Gebiet – das Rostower Gebiet – zu verlegen.
Der Basketballverein Lokomotiv Rostov wurde 2003 in Rostow am Don gegründet. Das Projekt wurde von Andrey Vedischev, Bronzemedaillengewinner der Europameisterschaft und der Basketball-Superleague, geleitet.
Während der nächsten sechs Jahre spielte der Club in der Stadt Don. In diesen Jahren war die Mannschaft der "Eisenbahn" eine der stärksten in Russland: regelmäßige Teilnahme der Playoffs in nationaler und internationaler Liga. Die beste Leistung von Lokomotive in diesen Jahren war der 5. Platz in der Basketball-Superleague (Saison 2006/07) und das Finale des FIBA Europe Cup (Saison 2004/05). Im Sommer 2009 traf der Präsident der Russischen Eisenbahn, Wladimir Jakunin, die Entscheidung, den Verein von Rostow am Don nach Krasnodar zu verlegen. Der Hauptgrund dafür war, dass die Arenen in Rostow nicht den Anforderungen der Basketball-Superleague und der internationalen Ligen des Vereins entsprachen.

### Erstes Jahr in Krasnodar (2009–2010)
Nach dem Umzug erfolgte die Umbenennung in Lokomotiv Kuban. Lokomotivs erste Saison in Krasnodar war unter Sašo Filipovski. Die Saison ist für das Bahnteam erfolgreich gestartet. Krasnodar kam in der ersten Runde dem Auswärtssieg gegen CSKA nahe, gewann dann viermal in Folge und erlangte den 2. Platz in der Tabelle. Die zweite Hälfte der Saison war nicht so erfolgreich, Loko erlangte Niederlagen und rutschte bis zum Ende des Jahres 2009 bis in das Mittelfeld der Tabelle
Sašo Filipovski wurde durch den Cheftrainer der litauischen Basketballnationalmannschaft – Kęstutis Kemzūra – ersetzt.
Nach dem Verlust aller Chancen, in der EuroChallenge zu bleiben, konzentrierte sich Lokomotive auf die russische Liga. Unter Kęstutis Kemzūra zeigte das Team stabile Ergebnisse. Gerald Green war der effizienteste Spieler der Mannschaft nach der zweiten Hälfte der Saison, Center Grigori Shukhovtsov erhielt eine Einladung an die russische Basketballnationalmannschaft am Ende der Saison.

### Saison 2010/2011
Die Richtung die Kęstutis Kemzūra für das Team wählte verbesserte die Position in der Saison, die das Team bis auf den vierten Platz in der PBL brachte und in das Finale der EuroChallenge, wo Loko gegen Krka verlor.

### Saison 2011/2012
In der Saison 2011–12 verbrachte Lokomotiv Kuban unter Trainer Božidar Maljković und erreichte das EuroCup Top 8, des Weiteren gewannen sie Bronze in der russischen Liga. Das Recht, am zweitwichtigsten europäischen Klubturnier, dem EuroCup, teilzunehmen, erhielt Lokomotiv in der vergangenen Saison, als es ihm gelang, das Finale eines anderen europäischen Klubturniers – der Eurochallenge – zu erreichen.
In der nächsten Saison sah das Team aus Krasnodar, obwohl es im Europacup frischer war, zuversichtlich aus. Mit dem zweiten Gruppenergebnis in der Gruppe – 4 Siege in 6 Spielen – ging Lokomotiv in die Top 16, wo sie auf Lietuvos Rytas, Pallacanestro Treviso und Alba Berlin trafen. Im Viertelfinale traf Lokomotiv auf Khimki, welche am Ende auch Meister wurden.
Neben dem Debüt im EuroCup spielte der Klub aus Krasnodar erstmals auch in der VTB United League (Osteuropameisterschaft). Lokomotiv demonstrierte in der regulären Saison Spitzenbasketball, kam in die Playoffs und landete auf dem vierten Platz.

### Saison 2012/2013
Jewgeni Jurjewitsch Paschutin übernahm 2012/2013 die Position des Cheftrainers. Entsprechend den für den Verein festgelegten Zielen wurde der Kader deutlich verbessert. Nick Calathes, Mantas Kalnietis, Aleks Marić, Derrick Brown, Alexey Savrasenko, Simas Jasaitis, Valery Likhodey wurden verpflichtet. Während der Saison kam Richard Hendrix, um das Team zu verstärken. Beim EuroCup-Finale am 13. April 2013 in Charleroi gewann der Klub aus Krasnodar gegen das spanische Bilbao mit 75:64 und gewann damit nicht nur die prestigeträchtigste Trophäe seiner Geschichte, sondern auch das Ticket zur EuroLeague für die nächste Saison.

### Saison 2013/2014
In der Saison 2013–14 debütierte das Team in der EuroLeague, kam ins Top 16 und kämpfte gegen die stärksten europäischen Teams. Derrick Brown wurde zum EuroLeague MVP des Monats November ernannt. Lokomotive begann die VTB United League Playoffs mit zwei Siegen gegen CSKA. Doch der Moskauer Klub gewann die letzten drei Spiele, und Lokomotiv schied im Viertelfinale aus. Am Ende der Saison entschied das Management, den Vertrag mit Coach Jewgeni Jurjewitsch Paschutin nicht zu verlängern.

### Saison 2014/2015
Der neue Trainer Sergei Basarewitsch begann mit dem Management den Kader des Vereins zu bilden. Marcus Williams, Aleks Marić, Valery Likhodey und Simas Jasaitis verließen die Mannschaft. Gleichzeitig wurden Anthony Randolph, Malcolm Delaney, Aaron Miles, Nikita Kurbanov, Evgeny Voronov und Nikita Balashov verpflichtet, um das Team zu verstärken. Eine der Hauptprioritäten, die der Präsident des Vereins erwähnte, war die Rückkehr zur EuroLeague durch den Gewinn des EuroCups oder die Teilnahme am VTB-United-League-Finale. Beide Ziele wurden nicht erreicht.

### Aufstieg zum EuroLeague Final Four (2015/2016)
Lokomotiv Kuban verpflichtete Georgios Bartzokas als neuen Cheftrainer. Außerdem erhielten sie eine Wildcard für die Euroleague 2015–16. Starspieler für Kuban waren Malcolm Delaney und Anthony Randolph, die in die All-EuroLeague-Teams gewählt wurden. Ihr Gegner im Halbfinale der Final Four war das russische Team CSKA Moskau.
Am 14. November 2016 wurde ein Einjahresvertrag mit dem neuen Cheftrainer Saša Obradović.

### Saisonübersicht
| Season  | Division      | Regular  | Play-off      | Europa                     | Regional            |
| ------- | ------------- | -------- | ------------- | -------------------------- | ------------------- |
| 2003/04 | Superleague A | 7.       |               |                            |                     |
| 2004/05 | Superleague A | 4.       |               | FIBA EuroCup Finale        |                     |
| 2005/06 | Superleague A | 8.       |               | FIBA EuroCup Achtelfinale  |                     |
| 2006/07 | Superleague A | 5.       |               | FIBA EuroCup Gruppenphase  |                     |
| 2007/08 | Superleague A | 7.       |               | FIBA EuroCup Gruppenphase  |                     |
| 2008/09 | Superleague A | 7.       |               | EuroChallenge Top 16       |                     |
| 2009/10 | Superleague A | 5.       |               | EuroChallenge Gruppenphase |                     |
| 2010/11 | PBL           | 3.       | Halbfinale    | EuroChallenge Finale       |                     |
| 2011/12 | PBL           | 4.       | Halbfinale    | ULEB Eurocup Viertelfinale | VTB Liga Halbfinale |
| 2012/13 | PBL           | 4.       |               | ULEB Eurocup Sieger        | VTB Liga Finale     |
| 2013/14 | VTB Liga      | 3. Gr. A | Viertelfinale | ULEB Euroleague Top 16     |                     |
| 2014/15 | VTB Liga      | 3.       | Viertelfinale | ULEB Eurocup Viertelfinale |                     |
| 2015/16 | VTB Liga      | 5.       | Viertelfinale | ULEB Euroleague Final Four |                     |
| 2016/17 | VTB Liga      | 4.       | Halbfinale    | ULEB Eurocup Halbfinale    |                     |
| 2017/18 | VTB Liga      | 3.       | Viertelfinale | ULEB Eurocup Finale        |                     |
| 2018/19 | VTB Liga      | 4.       | Viertelfinale | ULEB Eurocup Viertelfinale |                     |

## Hallen
Lokomotiv-Kuban spielte seine Heimspiele in der Olympus-Arena mit 3500 Plätzen, bevor es in die neuere und größere Halle Basket-Hall Krasnodar mit 7500 Plätzen zog.

## Erfolge
- Sieger ULEB Eurocup: 2013
- Finalteilnehmer EuroChallenge: 2011
- Finalteilnehmer FIBA Eurocup Challenge: 2005
- Finalteilnehmer Korać-Cup: 2002
- Russischer Pokalsieger (2 ×): 2000, 2018